# Ophiomyia placida
Ophiomyia placida är en tvåvingeart som beskrevs av Spencer 1963. Ophiomyia placida ingår i släktet Ophiomyia och familjen minerarflugor. Inga underarter finns listade i Catalogue of Life.